# Hans Egede
Hans Povelsen Egede (født 31. januar 1686 på gården Harstad i Trondenes Sogn i Nordnorge, død 5. november 1758 i Stubbekøbing på Falster) var en dansk-norsk præst, også kaldet Grønlands apostel, på grund af sit virke som præst og missionær i Grønland. Han var født og opvokset på en øgruppe i det nordligste Norge som søn i ægteskabet mellem en danskfødt embedsmand, præstesønnen Povel Hansen Egede (1648 Vester Egede, Sjælland – 1706 Harstad, Trondenes) og den norskfødte Kirsten Jensdatter Hind, datter af en lokal købmand (1656 Harstad, Trondenes – 1724 Harstad, Trondenes). Han blev i 1707 gift med Gertrud Nielsdatter Rasch (1673 Kveøya – 1735 Godthaab, Grønland) og 1737 med Mettea Dau (1691 – 1761, Stubbekøbing, Falster)
Hans Egede var præst på Lofoten i Norge, da han læste om Grønland, en fjern og forsømt del af det norske rige, hvor der engang havde været både kirker og klostre, men som man ikke havde haft kontakt med siden 1400-tallet. Efter mere end ti års forsøg på at fange kongens opmærksomhed blev han i 1721 udnævnt til missionær i Grønland af kongen over Danmark-Norge, Frederik IV. Hans mål var at genkristne befolkningen og geninddrage Grønland i det dansk-norske imperium. Han grundlagde kolonien Håbets Ø, som blev forladt i 1728, hvor kolonien Godthåb blev grundlagt på fastlandet af en til formålet udsendt guvernør, Claus Enevold Paars. Guvernøren og det udsendte mandskab blev hjemkaldt i 1731. Kun Hans Egede, hans familie og nogle få frivillige blev tilbage, mens den nye konge, Christian VI, overvejede, hvad der skulle ske med det grønlandske projekt. Det blev genstartet i 1733, men efter en koppeepidemi samme år havde hærget Godthåb og hele omegnen, og efter sin kones død i 1735, valgte Hans Egede at forlade Grønland i 1736. Hjemme i København udsendte han to meget velskrevne bøger om Grønland, som begge blev oversat til flere sprog: En missionsberetning (1738) og en beskrivelse af Grønland (1741). Han udsendte også de to første bøger trykt på grønlandsk: en stor ABC (1739) og en katekismus (1742). Han grundlagde det grønlandske seminarium (1737), der uddannede kateketer og missionærer og udgav pædagogisk materiale til brug for missionsarbejdet. I 1740 blev Egede udnævnt til superintendent (biskop) over den grønlandske mission. Han trak sig tilbage i 1747.

## Skolegang og præstestudier
Hans Egede fik sin første oplæring hjemme af sin onkel Peder Hind, kapellan på Sandsøy i Trondenes sogn. Senere kom han til præsten Niels Schjelderup i Hamarøy, en usædvanligt dygtig mand, som lærte drengen græsk, hebraisk, latin og teologi. Eksamen fik han med udmærkede karakterer, og det var måske på grund af denne grundige oplæring, at han dimitterede fra Universitetet i København i 1705 med rosende vidnesbyrd om «stor flid og hurtighed» efter bare halvandet års studier.
Teologisk var hans fundament forankret i den ældre lutherske ortodoksi med den dogmatiske teologis strengt ordnede trossystem, hvori præstens rolle og embede var at stor vigtighed. Det dogmatiske system skulle i forkyndelsen udlægges sådan, at man ved bibelsk kundskab og logisk tænkning kunne finde sandheden. Idealet var den rene lære med front mod enhver anderledes tænkende. Socialt skulle præsten føre et strengt tilsyn med den offentlige moral. Til hjælp i dette arbejde havde kirken den verdslige øvrighed, som kunne straffe, når det var nødvendigt. Staten skulle være kristelig, og hvis staten skulle bestå på denne grundvold og med kongen som den øverste leder, måtte landets borgere dele hans tro og vise sig loyale i statens ordninger på alle områder. Afvigelser fra disse ordninger blev betragtet som illoyalitet, og man kunne endog blive dømt til landflygtighed, hvis afvigelserne var graverende nok.

### Teologistudier i København
Hans tid i København var sammenfaldende med den begyndende pietistiske bevægelses fremvækst i Danmark–Norge. Den pietistiske Trankebarmission til danske kolonier i Vestindien begyndte i hans studietid, noget som antagelig har bidraget til at vække hans interesse for mission. Sandsynligvis har denne interesse fået støtte af forestillinger om at der fandtes rester af gamle norrøne bosættelser på Grønland og at der måske stadig kunne findes rester af kristendom og kultur der.
Egede vidste, at før den sorte død var der 280 norrøne gårde på Grønland og 16 kirker. Man havde endog egen biskop. Missionstanken var for alvor begyndt at spire i samfundet, og samme år som Egede dimitterede, blev det kendt, at kongen lod to tyskere rejse ud for at missionere i de danske kolonier. Dersom tyskere kunne rejse til Dansk Vestindien, hvor meget mere kunne så ikke han som nordmand få lov til at rejse som missionær til den gamle norske besiddelse på Grønland? Hans ortodokse fundament blev som præst udvidet gennem læsning af flere værker af pietismens tidlige repræsentanter, som var optaget af missionstanken, ikke mindst professor Henrich Müller fra Rostock og den saksiske præst Christian Gerber. Men selv om han blev påvirket af disse skrifter og pietismens begrundelse for missionen, forblev han hovedsagelig en ortodoks luthersk teolog hele sit liv. Det er først og fremmest skaberguden, han fremholdt i sin forkyndelse: Af en Gud, der vil frelse alle folkeslag, og som bevarer og velsigner alt, som er skabt. Strukturen i hans forkyndelse synes at have lagt vægt på den bibelske frelseshistorie til forskel fra pietismens fokus på Kristi forsoningsgerning og enkeltmenneskets tilegnelse af frelsen med påfølgende vægt på et tros- og fromhedsliv efter fastlagt mønster.

## Pastoratet på Lofoten i Nordnorge
Etter en kort tid som huslærer hjemme i Trondenes for sine egne søskende drog han efter faderens død til Trondhjem for at bede biskop Peder Krogh om at få sit eget pastorat. Biskoppen mente, at han egentlig var for ung, men det endte med, at han fik dispensation. Først fik han stilling som residerende kapellan i en lille fiskerby Torsken på øen Senja i Nordnorge, sådan at den derværende præst kunne overtage pastoratet Vågan på Lofoten. Denne præst ønskede imidlertid ikke at flytte, så det endte med, at Hans Egede selv startede i Vågan.
I 1708, 22 år gammel, kom Hans Egede til Vågan og blev der frem til 1718. På Egedes tid var det skik og brug, at en ung præst ikke bare overtog kaldet efter en afdød præst, men også præstens enke. Det vakte derfor berettiget opsigt, at den nye præst ikke ville gifte sig med Dorothea de Fine, enken efter sin forgænger, præsten Gjert Estensen. I stedet valgte han Gjertrud Rasch, datter af lensmanden i Kvæfjord. En kvinde, som var 13 år ældre end han selv. Årsagen kan have været, at forbindelsen med Gjertrud allerede var etableret, før han drog til København, for da boet efter svigerfaren blev gjort op, kom det frem, at Hans Egede skyldte ham 21 daler. Måske havde Egede fået pengene som bidrag til studierne i København. Præsteenken Dorothea i Vågan følte sig i hvert fald højst uretfærdigt behandlet af den nye præst, hvilket førte til social isolation af præstefamilien fra de øvrige medlemmer af embedsstanden. Det blev dermed til præsteenkens hjem, at verdslige og gejstlige embedsmænd kom, når de besøgte Vågan – og ikke til præsten, sådan som en tilrejsende gæst normalt ville gøre.
Hans Egede havde i løbet af sit ophold i Vågan flere magtkampe med sine overordnede og de øvrige præster i området. På grund af dårlige indtægter i Vågans pastorat fik Egede og hans kone større og større problemer med at overleve. Måske var det en af grundene til, at præsten i Torsken afslog at flytte til Vågan og foretrak at sidde i sit pastorat på Senjas yderside de sidste år, han havde tilbage at leve.
På et tidspunkt blev det til et skænderi i kirken om, hvem der skulle til alteret. To andre præster fik sat ham for retten, og han blev dømt til at betale en bod på 4 rigsdaler, der skulle udbetales til fattige præsteenker. Samtidig skulle sognepræsten have udbetalt 20 rigsdaler i erstatning for tort og svie. Egede fik også en advarsel om, at hans opførsel var forkastelig og ikke måtte gentage sig.
Hans Egede fik ændret praksis i sit embede i 1712, da Egede og Parelius blev enige om at dele kirketjenesten således, at kapellanen fik en tredjedel af indtægterne fra forårsfiskeriet, hvor Egede tidligere kun havde de øvrige og mindre givende måneder.
Da en bergensreder sendte et skib til Grønlandshavet i 1708, hørte Egede om det. Året efter skrev han til sin svoger Jens Rasch i Bergen og bad om oplysninger om Grønland. Jens Rasch havde gode underretninger, eftersom hans bror, Niels Rasch, sejlede som styrmand på bergensiske skibe på grønlandsfart. De oplysninger Egede fik, tegnede et mørkt billede af forholdene på Grønland – "der boede bare vilde folk", skrev svogeren, "uden oplysning og kultur". Dette satte gang i Egedes tanker: Det var til dette folk, han ville hjælpe til ret tro og til at blive tilbageført til den kultur, som de havde tabt, da kontakten til Grønland ophørte. Allerede året efter havde han planer klar til, hvordan Grønland igen kunne knyttes til Norge og blive kristnet. Denne plan sendte han til biskop Niels Randulf i Bergen, som sendte sagen videre til København.
Fra 1710 kom der flere initiativer fra Egede, som satte det ortodokse missionssyn i et nyt lys og udløste en ny missionstænkning. Han gik imod den ortodokse påstand, at missionsbefalingen kun gjaldt apostlene, og hævdede, at missionsbefalingen var rettet til den kristne kirke gennem alle tider. Derefter fremhævede han, at bibelens ord om Guds frelservilje gjaldt alle folkeslag. Han mente derfor, at det var kirkens fortsatte opgave at nå ud til folkeslag, som endnu var hedninger.
Egedes kone, Gjertrud, blev ikke særlig begejstret for planerne om en Grønlandsfærd, da hun ad omveje fik dem præsenteret. Sammen med sin mor gik hun til Hans og sagde ham imod, og det endte med, at han gav sig – i hvert fald, lovede han, at han ikke selv skulle rejse. Men Egedes vilje var ikke let at bøje, og allerede året efter sendte han nye og udvidede planer sydover, denne gang til biskop Krogh i Trondhjem, som udtalte sig positivt om dem, men uden at det førte til noget direkte resultat.
I mellemtiden tog Egede ansvar for nye opgaver i menigheden. Han fremlagde tanken om en ny kirke i Vågan, 1 km øst for Kabelvåg, noget folk syntes godt om, og en ny kirke stod færdig i 1714. (1798 blev bygningen revet og flyttet til Værøy. I denne opgave deltog Gjertrud, og hun var den der gav kost og logi til arbejdsfolkene, der byggede kirken. Selv bidrog Egede med en nymalet altertavle. Da biskop Krogh indviede kirken, mente han, at en så smuk altertavle egentlig var alt for smuk til den simple fiskeralmue! En lille detalje, der viser, at stridsøksen mellem kapellanen og sognepræsten ikke helt var begravet. Den nye kirkes prædikestol havde dør med lås, og den eneste nøgle til denne døren skulle Vågans præst have!
Hvad menigheden mente om konflikten mellem kapellan og sognepræst, fremgår af flere oplysninger. Vågans rigeste mand, Jens Hasselberg, støttede Egede fuldt ud. Han stillede sig også i spidsen for et brev fra Vågans almue til sognepræst Parelius, da den nye kirke var færdig, hvor det klart udtryktes, at kapellanen er deres rette sjælesørger, og at sognepræstens besøg til Vågan for fremtiden er overflødigt! Man beklagede også i brevet den store uret, kapellanen havde været udsat for i sin egen kirke de sidste år og truede sognepræsten med, at han ville «lide Spot og Fortræd», dersom han ville handle imod almuens vilje. Det ville imidlertid Parelius, og på bededagen i februar 1714 kom han på ny til kirken for at overtage gudstjenesten. Egede var imidlertid forberedt og befandt sig allerede foran alteret, da sognepræsten kom ind i kirken. Parelius gik op til Egede og spurgte, hvad dette skulle betyde, hvorpå Egede svarede, at han ikke ville gense ham og hans indgreb i de kirkelige handlinger. Derefter henvendte han sig til menigheden, hvor Hasselberg og flere fremstående mænd sad i koret. Var menigheden tilfredse med ham som præst, spurgte Egede. Hasselberg svarede, at det var de alle sammen, og de ville ikke vide af nogen anden. Andre bekræftede udtalelsen. Parelius blev meget vred og skældte Hasselberg ud og truede ham med gabestokken. Derefter tog han fat i døren til prædikestolen, som var låst, og da han ikke kunne få den op, forlod han kirken, hvorefter gudstjenesten fortsatte med Egede for alteret.
Parelius gik imidlertid ned til sin båd og sejlede over Vestfjorden til Steigen, hvor han forelagde det skete for provsten, og med en ny stævning for provsteretten kom han tilbage til Vågan. Retten blev sat i huset til Dorothea de Fine, hvor Parelius lagde sin sag frem. Ingen af hans vidner var imidlertid til stede. De ville hellere prioritere fiskeriet på fjorden end at møde for retten! Egedes forsvar var holdt i en rolig og saglig tone, og han fremholdt, hvor forældet og meningsløs den hævdvundne ordning var for betjeningen af Vågans pastorat. Han afviste også i princippet det kompromis, han og sognepræsten var kommet frem til, fordi han ikke ønskede nogen almisser eller gaver fra Parelius. Egede afsluttede med ordene: «førend jeg vil dependere af [være afhængig af] en andens Barmhjertighed udi min egen Kirke og Menighed, hvortil jeg har den naturligste Adkomstberettigelse, vil jeg forlade alt tilhobe og overgive baade Vaar- og Vinter- og Sommertjeneste». Sagen endte også denne gang til fordel for Parelius, og Egede blev på ny idømt en mulkt til fattige præsteenker. De næste søndages gudstjenester i vårfiskeriet måtte han overlade til sognepræsten, og for fremtiden havde han at holde sig til det kompromis om fordeling af kirkelig tjeneste, som de tidligere havde bestemt.
At menigheden stillede sig på Egedes side, viser en gave, som Egede modtog i 1715, efter at man det år havde haft et godt fiskeri. Han blev overrakt et stort ornamenteret sølvkrus, som på låget åbent skildrede kampen mellem Egede og Parelius. Begge præster er afbildet, Parelius som en ældre skægget mand med kalot på hovedet og stav i hånden, mens Egede fremstår som en ung skægløs mand. Begge holder i sine hænder en opslået bog. I Parelius’ bog står der "non ros, sed vestrum", som åbenbart skal udtrykke, at det ikke er menigheden, men menneskenes ejendele han trakter efter. I Egedes bog citeres 1. Korintherbrev 9, som omhandler apostlen og hans rettigheder, hvor han bl.a. siger: «Om jeg ikke er apostel for andre, er jeg det i alt fald for jer! Ja, I er seglet på mit apostelembede i Herren. Dette er nu mit forsvar mod dem som gør sig til dommere over mig: Har ikke også vi ret til at få mad og drikke?» Under Parelius' prædikestol står syv fiskere med hvert sit fiskeknippe i hånden, mens der under Egedes prædikestol bare er tre fiskere – en illustration af præsternes forskellige indtægter. Over almuens hoveder hentydes der til Matthæus kap. 20: «Ta dit og gå! Men jeg vil gi ham som kom sidst, det samme som dig. Har jeg ikke lov til å gøre med mit som jeg selv vil? Eller ser du med onde øjne på at jeg er god?» Med dette sølvkrus havde menigheden vist sin sympati med den underlegne præst, og måske i hans kamp set et udtryk for den samme kamp de selv stred mod øvrighed og civile magtpersoner. Med Skriftens egne ord påviste folket, hvordan kirken selv åbenlyst undlod at følge sit eget budskab ved at behandle sine tjenere på en så skændig måde!

## Tiden i Bergen
I lyset af Egedes kamp for at overleve som præst og menneske i sin menighed, og den modgang, han mødte i denne kamp, kan det ikke undre, at tanken om at rejse til Grønland ikke slap taget i ham. Efterhånden holdt Gjertrud op med at gøre modstand og sluttede sig til sin mands drøm. Måske hang hendes ændrede holdning sammen med Egedes mislykkede kamp i Vågan. På skattelisterne for gejstligheden finder man jævnligt hans navn opført med tiltagende summer i rest. Alt tyder på, at familiens ophold i Vågan løbende blev forværret, og at de ofte må have lidt nød. Efter at Gjertrud gik med til hans missionsplaner, sagde han stillingen som præst i Vågan op. Sammen rejste de til Bergen i 1718 for at realisere planerne. Først mødte de modstand, men Egede gav ikke op og forberedte sig til rejsen ved at lære kundskaber som korttegning, guldsmedearbejde og kemi. Han var meget interesseret i alkymi og håbede på at finde en måde at lave guld og måske endog finde guld på Grønland! Ved siden af studierne, arbejdede Egede som vikarpræst i Bergen. Det var et arbejde, han gjorde uden vederlag, fordi han frygtede, at det skulle siges om ham, at han var en unyttig tjener, som bare levede i en drøm.
I 1716, mens Egede fortsat var præst i Vågan, tog han kontakt med Thomas von Westen med en forespørgsel, om han ville videresende et brev til Missionskollegiet. De to mænd skrev flittigt til hinanden i en tid, og von Westen sendte villigt Egedes missionsplaner videre sammen med sine egne årlige indberetninger til Missionskollegiet og undlod heller ikke at lade planerne ledsages af varme anbefalinger. Kollegiet var som udgangspunkt positivt i forhold til Egedes planer, men fandt at der ikke var økonomisk grundlag for at udvide missionsvirksomheden på det daværende tidspunkt. De havde nok med missionen til Trankebar og Finnmark.
Da han i 1719 endelig fik foretræde for den nys udråbte konge med planerne, blev denne meget interesseret. Økonomien blev ordnet ved, at det Bergensiske Handelskompagni udrustede fangstbåde, som skulle tage last med hjem fra Grønland. Egede ønskede også at få nogle nordmænd med sig, som var villige til at slå sig ned på Grønland, sådan at den gamle norske kultur der kunne fornyes. Egede foretrak folk fra det nordligste Norden, for han mente, de var mest vant til et hårdt og slidsomt liv på land og hav. Et konkret resultat af besøget i København var, at Egede ved Missionskollegiets hjælp blev udnævnt til kongelig embedsmand, noget, der styrkede hans status og gav ham en myndighedsbevidsthed, som kongens og den statslige kirkes repræsentant over for grønlænderne.

## Udforskningen af Grønland
Ved at bilde andre købmænd i Bergen ind, at en anonym interesseret, som i virkeligheden var ham selv, havde sat penge i et handelsselskab med henblik på Grønland, fik han nogle bergensiske købmænd til at gå med. I ikke mindre end 13 år var Grønland hans eneste interesse, og i 1721 rejste han med en kongelig kaldelse, tre skibe, sin 48-årige hustru og fire børn til Grønland. Gertrud og børnene blev de første kvinder og børn siden nordboerne, der gjorde rejsen til Grønland.
Rasch havde foreslået, at den bedste placering af missionen muligvis kunne være omkring 64 grader nord, i området nær det nuværende Nuuk, hvor man kunne forvente, at stedet ville minde om norske forhold. Egede håbede at kunne dyrke byg, holde kvæg, geder og får og på andre måder, herunder jagt og fiskeri, at kunne supplere den proviant, der årligt skulle komme fra Norge. Da skibene rundede Kap Farvel den 4. juni, blev det lige efter fanget af pakis. Det ene skib blev mast i isen, men heldet var med dem, og de to øvrige kom endelig d. 3. juli til en ø, på nordsiden af indsejlingen til Godthåbsfjorden.
Egede navngav øen ”Håbets ø”, på det nuværende Illuerunnerit ud for det nuværende Nuuk. Der byggede han et hjem i form af en 16 meter lang og 5 meter bred bolig beregnet til at huse 37 mennesker og med et separat rum til Egede og hans familie. Den 21. juli sejlede Anna Christine igen mod Bergen, uden at medbringe last og varer fra de lokale, der allerede det år havde byttet alt, hvad de havde, med hollandske hvalfangere. Skibet returnerede til Bergen med kun en halv tønde spæk handlet med inuitterne længere sydpå.
Håbets ø var langt fra et ideelt sted for missionen. Stormudsat og ofte dækket af tåge var det minimalt bevokset og så fugtig, at tørvestykker næsten ikke kunne tørres til brændsel. Så snart hytten var færdig, tog Egede af sted i Håbet for at finde et bedre opholdssted, og på vejen havde han tæt kontakt med grupper af inuitter, med hvem gode relationer blev opbygget. Da det kom frem at disse tilflyttere ville blive hele vinteren, kom der først en masse for at overtale dem til at forlade stedet. Men derefter besluttede inuitterne sig til at holde sig på afstand af tilflytterne. Dette hjalp ikke Egede og hans følgesvende til at overleve det, der skulle vise sig at blive en hård vinter. Bedre blev det ikke af dårlige handelsmuligheder og manglende succes på jagtture. Skørbug brød ud, og Egede blev næsten overbevist om, at det var bedst af vende hjem. Men ankomsten af et forsyningsskib den 8. juni 1722 fik ham til at blive. Skibet Håbet returnerede til Bergen med en dårlig last af spæk, ræve- og sælskind, hvilket næsten ruinerede det bergensisk-grønlandske selskab. Egede og hans familie forblev på stedet sammen med kun otte andre.
Det følgende forår og sommer fortsatte Egede sine opdagelser. Foruden søgning efter et bedre opholdssted søgte han også efter spor efter den nordboernes vester- og østerbygder og fandt faktisk efterladenskaber af dem i en ruin af et stenhus ved Kapisillit ved Godthåbsfjorden. Den 9. august 1723 tog han af sted med to skibe på en større rejse mod syd. Han troede, at Østerbygden kunne findes på østkysten og håbede at nå denne kyst ad Frobisher Strædet, som ifølge hans kort skar igennem Grønland ikke langt syd for Nanortalik.
Da han nåede hertil, opdagede han, at ingen af de lokale kendte noget til en kanal mod øst til et andet hav. Det gik op for Hans Egede, at vejen til Østgrønland var meget længere end de 16 mil, hans kort viste. Faktisk befinder Frobisher Strædet sig i Canada og ikke på Grønland. Denne kartografiske fejl blev ikke opdaget før langt senere. Da beholdningen var ved at være brugt op, vendte han tilbage den 26. august. Da han fulgte ruten indenskærs, er det næsten ironisk, at han ikke vidste, at han var den første, der beskrev nordboernes kirke i Østerbygden ved Qaqortoq, og ligeledes inspicerede andre efterladenskaber ved Ivigtut og Kvanefjord. Men han var så sikker på, at Østerbygden lå på østkysten, at han mente, at det var Vesterbygden, han havde fundet. Den 13. september var han tilbage på Håbets ø.
I februar 1724, i den koldeste vintertid, tog Egede igen af sted fulgt af 22 mænd i to både. Denne gang nordpå forbi Maniitsoq og videre mod nordøst og derefter ind i landet til enden af af fjorden Kangerlussuatsiaq (Evighedsfjorden). Her kom han tæt på indlandsisen. Stærk nordlig vind og kraftig sne fik ham til at vende hjem den 16. marts. Egedes omfattende rejser, hvor han fandt mange tegn på den tidligere bosættelse af nordboere, overbeviste ham om, at han nu havde gennemrejst hele den vestlige bosættelse. Han var fortsat overbevist om, at den østlige bosættelse endnu ikke var fundet.
Disse konklusioner fik det Bergen-grønlandske selskab til at instruere et af dets skibe, Egte Sophia, om at følge den gamle nordbo-sejlrute til Grønland, idet man håbede på denne måde at kunne nå østkysten. Skibets kaptajn, Hans Fæster, skulle inspicere hver fjord og havn for gennem de lokale at bestemme, hvor kirker og katedraler kunne findes, og til at kommunikere med de lokale, som man troede ville være af ren norsk afstamning. Man forventede, at de talte gammelnordisk, og Fæster fik en bassal indføring i dette sprog. Egte Sophia nåede i lighed med tidligere ekspeditioner heller ikke til østkysten, men kom tilbage med en god last af spæk og sælskind.

## Mission blandt inuitterne
I 1726 krakkede det bergensiske selskab, og da kong Frederik IV var død i 1730, kom der året efter besked fra Danmark om at opgive missionen. Hans Egede og hans familie blev dog i Grønland sammen med 10 matroser, som Hans Egede havde fået lov at beholde af den kommanderende officer. Det næste år havde Grev Zinzendorf fået overbevist den pietistisk interesserede nye konge, Christian VI, om, at missionen skulle fortsættes.
I 1733 kom der børne-koppevirus til Grønland med et dansk skib, hvilket gik hårdt ud over lokalbefolkningen. Flere familier uddøde helt og deriblandt mange af dem, Egede havde omvendt. Skibet medbragte også de første tre Herrnhut-missionærer. Egedes tanker om sin nytten af sin egen indsats blev nu mere pessimistiske, idet han følte, at han havde givet grønlænderne flere dårligdomme end goder. Gertrud Rasch gjorde et stort arbejde for de syge ved at lave et slags sygehus, hvor hun selv arbejdede. Men hun døde af sine anstrengelser i 1735, og en svækket Hans Egede bestemte sig for at rejse til Danmark.

## Sidste tid og eftertid
Den 9. august 1736 forlod Egede Grønland for stedse. Han tog Gertruds lig med sig og fik det begravet på Nikolaj Kirkegård i København. 1737 giftede han sig med Mettea Dau (1690-1761). Samme år oprettede han et grønlandsk seminarium, hvor han var forstander til 1747. Formålet var at forberede missionærer og hjælpepræster på at arbejde i Grønland.
1740 blev Hans Egede udnævnt til biskop over Grønland. Fra 1750 til sin død boede han i Stubbekøbings præstegård hos datteren Kirstine, der var gift med sognepræst L.J. Alsbach. Den 17. november 1758 blev han bisat fra Stubbekøbing Kirke, hvorefter han blev begravet 21. december på Høyers Kirkegård ved Nikolaj Kirke i København ved siden af Gertrud Rasch.
Blot 20 år efter Hans Egedes død var der ingen, som fornyede hans gravsted, og gravstenen blev derfor solgt på auktion. I 1848 blev kirkegården nedlagt, og man "optog de endnu da bevarede Egetræskister, sønderhuggede dem og bortkørte "Masser af Skeletter og Ben til en udenbys Kirkegaard." Hans Egede har efterfølgende lagt navn til Hans Egede-medaljen og Hans Egedes Kirke i København. August Saabye skabte en statue af ham, som står ved Marmorkirken i København.
I den gamle del af Nuuk blev der i 1921 rejst en statue af Hans Egede skuende ud over vandet. Statuen blev den 21. juni 2020, Grønlands nationaldag, overhældt med rød maling og påskrevet »Decolonize«. To dage efter blev en 30-årig mand sigtet i forbindelse med hærværket. Samme dag foreslog det grønlandske folketingsmedlem Aki-Matilda Høegh-Dam at statuen skulle fjernes og sendes til et museum. Den 30. juni 2020 blev statuen af Hans Egede ved Marmorkirken i København overhældt med rød maling. Vedrørende statuen i Nuuk blev der den 21 juli 2020 afholdt en afstemning om hvorvidt den skulle blive stående. Afstemningen foregik elektronisk og ved brev og var forbeholdt de cirka 23.000 borgere i Sermersooq Kommune. Udslaget blev at et flertal på 921 personer stemte for at beholde statuen på fjeldtoppen, mens 600 stemte for at flytte den.
Meningerne om Hans Egede og hans indsats i kolonisationen af Grønland har siden hans samtid været et kontroversielt emne. På trods af de vanskeligheder han oplevede i Grønland, har hans missionsarbejde sandsynligvis bidraget til, at omkring 95 procent af Grønlands befolkning i nutiden er medlemmer af folkekirken.

## Efterkommere
En del af Egedes efterkommere lever stadig i Grønland - især efter datteren Kirstine Egede, men også efter søsteren Kirsten Poulsdatter Egede. Egedes datter Petronelle fik datteren Edle Johanne Saabye, der igen blev mor til sprogforskeren Marcus Schnabel i Ulvik og Lier. Petronelle fik også sønnen Hans Egede Saabye, som var dansk missionær og præst i Grønland.